# یو جین گو
یو جین گو (کره‌ای: 여진구؛ زادهٔ ۱۳ اوت ۱۹۹۷) بازیگر اهل کره جنوبی است. او حرفهٔ بازیگری خود را به عنوان بازیگر کودک در فیلم غم‌انگیز (۲۰۰۵) آغاز کرد. او لقب «برادر کوچک ملت» را به دست آورد زمانیکه به عنوان نقش جوانی شخصیت‌های اصلی در فیلم‌ها و مجموعه‌های تلویزیونی مانند یک گل یخ‌زده (۲۰۰۸)، غول (۲۰۱۰)، افسانه خورشید و ماه (۲۰۱۲) و دلم برات تنگ شده (۲۰۱۲) ایفای نقش می‌کرد. او به خاطر نقش اصلی در تریلر اکشن هوایی: یک پسر هیولا (۲۰۱۳)، شناخته می‌شود که به خاطر آن برندهٔ جایزهٔ بهترین بازیگر تازه‌کار مرد در جوایز فیلم اژدهای آبی شد.
از آن پس، او نقش اصلی در فیلم‌های به قلبم شلیک کن (۲۰۱۵)، راه طولانی خانه (۲۰۱۵)، جنگجویان سپیده‌دم (۲۰۱۷) ایفا کرده‌است. او همچنین در مجموعه‌های تلویزیونی مربای پرتقال (۲۰۱۵)، قمارباز سلطنتی (۲۰۱۶)، چرخه (۲۰۱۷)، دنیاهای بهم پیوسته (۲۰۱۷)، دلقک تاجدار (۲۰۱۹)، دوست‌پسر مطلق من (۲۰۱۹)، هتل دل لونا (۲۰۱۹)، فراتر از شیطان (۲۰۲۱) و پیوند: بخور، عشق بورز و بکش (۲۰۲۲) ایفای نقش کرده‌است.

## اوایل زندگی و تحصیلات
یو جین گو زادهٔ ۱۳ اوت ۱۹۹۷ است. او فرزند اول خانواده است و یک برادر کوچکتر از خود دارد. جین گو زمانیکه کودک بود، علاقه داشت که در تلویزیون حضور پیدا کند، بنابراین از پدر و مادرش خواست که به او اجازه دهند تا بازیگری را امتحان کند. با حمایت پدر و مادرش، او درس‌های بازیگری را فرا گرفت و اولین کار خود را در فیلم غم‌انگیز (۲۰۰۵) انجام داد.
یو جین گو از دبیرستان پسرانهٔ نامگانگ در سال ۲۰۱۶ فارغ‌التحصیل شد. او در دانشگاه چونگ آنگ در دپارتمان تئاتر تحصیل کرده‌است.

## فیلم‌‌شناسی
- عتیقه (۲۰۰۸)
- یک گل یخ‌زده (۲۰۰۸)
- ۱۹۸۷: وقتی روز فرا می‌رسد (۲۰۱۷)
- ایلجیما (۲۰۰۸)
- جا میونگ گو (۲۰۰۹)
- درختی با ریشه عمیق (۲۰۱۱)
- افسانه خورشید و ماه (۲۰۱۲)
- دلم برات تنگ شده (۲۰۱۲)
- ستاره سیب‌زمینی ۲۰۱۳کیوآر۳ (۲۰۱۳)
- دلقک تاجدار (۲۰۱۹)
- هتل دل لونا (۲۰۱۹)
- استارت آپ (۲۰۲۰)
- پیوند: بخور، عشق بورز و بکش (۲۰۲۱)

به قلبم شلیک کن

## سفیر
| سال        | عنوان                                                  | منابع  |
| ---------- | ------------------------------------------------------ | ------ |
| ۲۰۱۰       | آموزش یکپارچه جوانان                                   | [ ۶ ]  |
| ۲۰۱۲       | مؤسسه حمایت از کودکان روز پیشگیری از خشونت علیه کودکان | [ ۷ ]  |
| ۲۰۱۳       | خشونت در مدرسه را متوقف کنید                           | [ ۸ ]  |
| ۲۰۱۴       | فستیول فیلم ویتنام                                     | [ ۹ ]  |
| ۲۰۱۴       | فستیوال بین‌المللی فیلم جوانان سئول                     | [ ۱۰ ] |
| ۲۰۱۴       | نانوم‌یی‌اوم (اشتراک از طریق اتصال)                      | [ ۱۱ ] |
| ۲۰۱۶–اکنون | تایوان توریسم                                          | [ ۱۲ ] |